# بت مید
بت مید (انگلیسی: Beth Mead؛ زادهٔ ۹ مهٔ ۱۹۹۵) بازیکن فوتبال اهل انگلستان است.
او هم‌اکنون در آرسنال مشغول به بازی است.
وی همچنین در تیم‌های ملی فوتبال زیر ۱۷ سال زنان انگلستان، زیر ۱۹ سال زنان انگلستان، زیر ۲۰ سال زنان انگلستان، زیر ۲۳ سال زنان انگلستان و زنان انگلستان بازی کرده‌ یا می‌کند.